# Xã Fairview, Quận Barton, Kansas
Xã Fairview (tiếng Anh: Fairview Township) là một xã thuộc quận Barton, tiểu bang Kansas, Hoa Kỳ. Năm 2010, dân số của xã này là 89 người.